# Shenia Minevskaja
Shenia Minevskaja, née Eugénia Andreïevna Minevskaïa (biélorusse : Яўгенія Андрэеўна Мінеўская) le 31 octobre 1992 à Minsk (Biélorussie), est une joueuse de handball internationale allemande évoluant au poste d'arrière gauche.

## Biographie
Ses parents, Andreï Minevski (de) et Svetlana Minevskaïa sont d'anciens handballeurs soviétiques puis biélorusses, Svetlana étant notamment Championne du monde en 1990. Ainsi, si Ewgeniya Minevskaja nait à Minsk en 1992, toute la famille rejoint l'Allemagne en 1994 et Ewgeniya obtient la nationalité allemande à l'âge de 6 ans.
Le 14 mars 2019, après avoir passé la totalité de sa carrière en Allemagne, elle s'engage pour une durée de deux ans avec le Brest Bretagne Handball à partir de la saison 2019-2020. Cependant, en manque de temps de jeu à Brest, l'arrière gauche allemande décide de quitter le club après une saison et s'engage avec le club roumain de Vâlcea la saison suivante.

## Palmarès

### En club
compétitions internationales
- finaliste de la Coupe Challenge (C4) en 2009 (avec Thüringer HC)

compétitions nationales
- championne d'Allemagne (3) en 2011, 2012 et 2013 (avec Thüringer HC)
- vainqueur de la Coupe d'Allemagne (3) en 2011, 2013 (avec Thüringer HC) et 2016 (avec HC Leipzig)

### Récompenses individuelles
- Meilleure marqueuse du championnat d'Allemagne en 2014